# 상패동
상패동(上牌洞)은 대한민국 경기도 동두천시 서쪽에 있는 동이다. 양주시와 경계를 접하고 있다.

## 개요
조선 초까지 사천현에 속했다가 양주군 현내면 (현, 양주시 은현면 북부) 소속이 되었으며 1983년 동두천시로 편입되었다.
상패동은 조선시대의 사천현토와 삼충단이 있다. 도시변두리 지역으로 도농복합지역이며, 농경지와 야산이 많은 광범위한 지역형태를 띠고 있다. 이 지역에는 피혁가공, 염색업체 등 소규모 영세기업체가 산재하고 있다.

## 법정동
- 상패동

## 교육
- 신한대학교 동두천캠퍼스